# Franz Brunner
Pour les articles homonymes, voir Brunner.
Franz Brunner, né le 21 mars 1913 et mort le 22 décembre 1991, est un handballeur international autrichien.
Avec l'équipe d'Autriche masculine de handball, il est médaillé d'argent aux Jeux olympiques d'été de 1936 à Berlin.